# 生存者 (單曲)
《生存者》是缪斯乐队在2012年推出的单曲，被伦敦奥运筹备委员选为2012年伦敦奥运会正式歌曲。该曲于2012年6月28日(当地时间6月27日)在英国广播公司节目中首次播出，当天就能够从网上下载这首歌曲。
缪斯乐队主唱马修·贝勒米接受采访时表示：“我们很荣幸能够参与今年伦敦奥运会并有幸被选为奥运会的官方歌曲，而谱写这首歌曲的时候我们将运动员渴望胜利的信念和决心融合进去，所以它很容易唤起员动员之间的感情”。

## 曲目
| 数字下载 | 数字下载           | 数字下载 |
| 曲序     | 曲目               | 时长     |
| -------- | ------------------ | -------- |
| 1.       | 生存者（Survival） | 4:17     |